# Джауад ел-Джемили
Джавад Ел Джемили Сети (на испански: Jawad El Jemili Setti) е испански футболист, който играе на поста ляво крило. Състезател на Ал Шахания.

## Кариера
Роден е на 4 септември 2002 г. в Барселона, Испания, в мароканско семейство, Има испанско гражданство. Започва да тренира футбол в школата на барселонския клуб ФК Дамм, като през 2019 г. преминава в школата на гранда Еспаньол, но през 2020 г. се завръща в родния клуб. 
На 6 септември 2021 г. Ел Джемили подписва първият си професионален договор, с кипърския Акритас Хлорака. Дебютира на 29 август 2022 г. при победата с 1:0 като домакин на Омония Никозия. 
На 22 февруари 2023 г. Джауад ел-Джемили е обявен за ново попълнение на софийския Левски. Прави дебюта си на 28 февруари при равенството 0:0 като домакин на Лудогорец.
Бележи две попадения при победата с 1-3 на неговия ПФК Левски (София), като гост на ПФК Ботев (Пловдив) . В турнира Лига на конференциите (Сезон 2023/2024), има 6 мача с екипа на Левски.